# Jabberd14
jabberd14 (anciennement jabberd) est un serveur Jabber/XMPP libre de messagerie instantanée performant et stable. Il est développé sous licence libre GNU/GPL et est disponible sur les systèmes d'exploitation et des variantes UNIX comme GNU/Linux, FreeBSD et NetBSD. La majorité du code source est écrite dans le langage C et C++.
Depuis la version 1.6.0, jabberd a été renommé en jabberd14 pour le distinguer de jabberd2.
Il a le support complet de XMPP (RFC 3920:XMPP Core et RFC 3921:XMPP IM) avec le gestionnaire de connexion client jadc2s.